# Çarıkköy, Bandırma
Çarıkköy là một xã thuộc huyện Bandırma, tỉnh Balıkesir, Thổ Nhĩ Kỳ. Dân số thời điểm năm 2010 là 194 người.